# 尹福
尹福（1840年—1909年6月28日)，字德安，號壽鵬，綽號瘦尹、鐵鐲子，直隸省清河道冀州北漳淮村（今河北省衡水市冀州区）人，清末八卦掌名家，董海川之徒，開創尹氏八卦掌。

## 生平
尹福出生貧農家庭，幼年因家鄉盜匪為禍，其父親帶他們至北京生活，曾到剪刀行當過學徒，後以賣油條、麻花卷度日，人稱麻花尹。因為身形瘦長，外表斯文，而有「瘦尹」的綽號。曾師從著名鏢師秦鳳儀，習羅漢拳、彈腿等。他的掌力驚人，人一旦被他扣住就無法脫身，所以又被稱為「鐵鐲子」。藝成後以護院為生，曾任「崇外税務司」巡檢、「善撲營」教習。
在咸豐年間，拜肅王府董海川為師，習八卦掌，為其大弟子。尹福天資聰穎，事師以禮，時時跟隨在董海川身邊，師兄弟皆對他十分佩服。經滿人佛音尼布（漢名葉詩夢）舉薦，供職皇宮担任侍衛，宮女、太監皆稱其為老師。
在董海川過世時，因入門最早，列名八大弟子之首，主持董海川治喪事務。於1883年（光緒9年）與1904年（光緒30年），為董海川兩次立碑，為其師留下身世記錄。他身處皇宮之中，行事低調，弟子多為皇宮侍衛，他也負責教導許多皇族成員武功。其師弟程廷華，在北京城中，與江湖人物來往密切，門徒遍滿北京城，稱為程派八卦掌，形成八卦掌的兩大傳承。當時又稱尹福為宮內派，而程廷華為宮外派。
在八國聯軍之役時，曾護衛光緒帝與慈禧太后逃離北京，一同至長安。在光緒皇帝過世之後，告老還家，隔年在家中過世。

## 武術風格
尹福原習羅漢拳與彈腿，在拜董海川為師後，仍以羅漢拳來教授弟子，作為入門。傳有硬手羅漢拳、瘋魔拳、伏虎拳等，被稱為八卦硬掌。
尹派所傳掌勢較程派為少，動作精簡，招式較為樸實無華。其特點為走掌時，手掌平放，又稱牛舌掌，與程派所傳的五指張開，又稱龍爪掌，手勢略為不同。

## 傳承
其長子尹世庭早逝，長女尹金玉嫁給其徒何金奎，三子尹成璋、四子尹玉璋皆承家學，擅長八卦掌。他的弟子有宮寶田、楊名山、馬貴、居慶元、李永慶、馬世清、李寶森、門寶珍、鐘聲、金增啓等人。